# Ivan Zatevakhin
Ivan Ivanovitx Zatevakhin (rus: : Затевахин, Иван Иванович) (17 de juliol de 1901 – 6 d'abril de 1957 va ser un tinent general soviètic, comandant de les Tropes Aerotransportades Soviètiques.

## Biografia
Nascut a un poblet del comtat de Kobilinke (óblast de Tula). Va participar en la Guerra Civil Russa, comandant un escamot, una companyia i, finalment, un batalló. Acabada la guerra va graduar-se a l'Acadèmia Militar Frunze. És un dels primers membres de les Forces Paracaigudistes Soviètiques. El 1936 és comandant d'un Regiment Aerotransportat a l'Extrem Orient Rus.
El 1938 és Comandant de la 212a Brigada Aerotransportada, comandant-la en els combats del riu Khalhin Gol; i a l'estiu de 1941, després de la invasió Alemanya, participa en la defensa de Kíev. La 212a Brigada realitza combats ferotges amb els alemanys al nord de la ciutat, prop del poble d'Oster, i frustra diversos intents alemanys de travessar el riu Desna, i posteriorment, lluità a les zones de Konotop i de Txernigov.
Posteriorment, el major general Vasili Glazunov el nomenà comandant del 3r Cos Aerotransportat, i fins a l'agost de 1944, el tinent general Zatevakhin passa a ser el vicecomandant de la Força Aerotransportada, passant-la a comandar entre agost de 1944 i gener de 1946.
Després de la guerra treballà al Ministeri de Defensa de la Unió Soviètica.

## Condecoracions
- Orde de Lenin (2)
- Orde de la Bandera Roja (4)
- Orde de Kutuzov de 2a classe